# Emma Engdahl-Jägerskiöld
Emma Matilda Engdahl-Jägerskiöld, född Madsén 26 april 1852 i Sankt Petersburg, död 13 juni 1930 i Helsingfors, var en finlandssvensk operasångare.
Engdahl-Jägerskiöld debuterade 1875 på Svenska Teatern i Helsingfors och vann anställning vid dess operascen. Hon fortsatte sin utbildning hos Francesco Lamperti, Pauline Viardot-García och Mathilde Marchesi. 1881–1888 uppträdde hon framgångsrikt som konsert- och operasångerska i utlandet. 1888 tog hon initiativet till en ny svensk scen i Helsingfors.
Emma Engdahl-Jägerskiöld var 1871–1879 gift med apotekaren Emil Engdahl och från 1881 med hovrättsassessorn Krister Jägerskiöld.

### Uppslagsverk
- Svensk uppslagsbok. Malmö 1931.
- Lappalainen, Seija (2003). ”Engdahl-Jägerskiöld, Emma (1852–1930)” (på finska). Suomen kansallisbiografia 2. Helsinki: Suomalaisen Kirjallisuuden Seura. sid. 593–594. ISBN 951-746-443-6. http://www.kansallisbiografia.fi/kb/artikkeli/5966/